# جيمس ونايت (لاعب كرة قدم أمريكية)
جيمس ونايت (بالإنجليزية: James Knight)‏ هو لاعب كرة قدم أمريكية أمريكي، ولد في 16 نوفمبر 1875 في أوتوموا في الولايات المتحدة، وتوفي في 29 مارس 1969.